# NGC 5477
NGC 5477 је спирална галаксија у сазвежђу Велики медвед која се налази на NGC листи објеката дубоког неба.
Деклинација објекта је + 54° 27' 39" а ректасцензија 14h 5m 33,0s. Привидна величина (магнитуда) објекта NGC 5477 износи 13,7 а фотографска магнитуда 14,3. Налази се на удаљености од 6,4000 милиона парсека од Сунца. NGC 5477 је још познат и под ознакама UGC 9018, MCG 9-23-34, DDO 186, KUG 1403+546, CGCG 272-25, VV 561, PGC 50262.